# Heiden in Lonsee und Amstetten
Das Naturschutzgebiet Heiden in Lonsee und Amstetten liegt auf dem Gebiet der Gemeinden Amstetten und Lonsee im Alb-Donau-Kreis in Baden-Württemberg.
Das aus zahlreichen Teilflächen bestehende Gebiet erstreckt sich südlich des Kernortes Amstetten. Durch das Gebiet hindurch verlaufen die B 10, die Landesstraße L 1232 und die L 1229.

## Bedeutung
Für Amstetten und Lonsee ist seit dem 27. September 1996 ein 123,0 ha großes Gebiet unter der NSG-Nr. 4.272 als Naturschutzgebiet ausgewiesen. Es handelt sich um „landschaftstypische und kulturhistorisch bedeutsame Kalkmagerrasen, Wacholderheiden, Weidewälder, Wälder trockenwarmer Standorte sowie Reste der ehemals viel ausgedehnteren Weideflächen für Schafe in extensiver Hütehaltung.“